# Spoorlijn 268B
Spoorlijn 268B was een Belgische industrielijn in Charleroi. De lijn liep vanaf Monceau-Usines aan lijn 268 naar Fosse 14 en was 4,9 km lang. Na inkorten van de lijn tot Raccordement Tilmétal is hij vernummerd naar lijn 268A.

## Aansluitingen

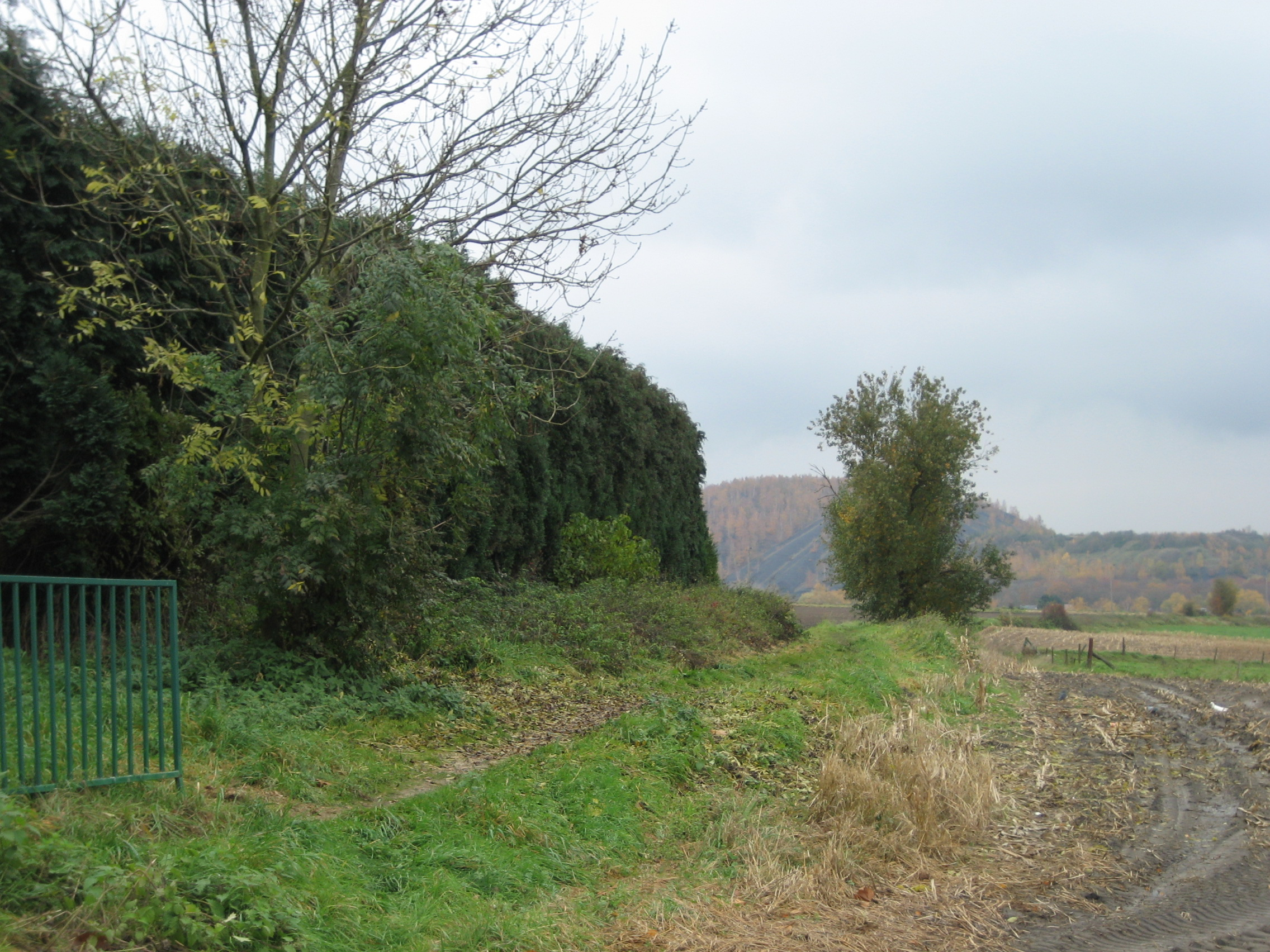
Lijn 268B, kruising met de Rue Filias Capouillet in Goutroux

In de volgende plaats was er een aansluiting op de volgende spoorlijn:
Monceau-Usines
Spoorlijn 268 tussen Monceau en Monceau-Usines